# AgustaWestland AW159 Wildcat
L'AgustaWestland AW159 Wildcat (auparavant dénommé Future Lynx ou Lynx Wildcat) est un hélicoptère militaire européen construit par la société Agusta Westland (fusionné avec Leonardo en 2016). C'est une version améliorée du Westland Lynx.

## Histoire
L'AW159 Wildcat est un hélicoptère multimission conçu par AgustaWestland pour le Royaume-Uni développé sur la base du Super Lynx. Le premier vol de l'appareil a lieu le 12 novembre 2009. Il dispose d'une planche de bord tout écran et est équipé de deux turbomoteurs LHTEC CTS800-4N.

## Caractéristiques techniques

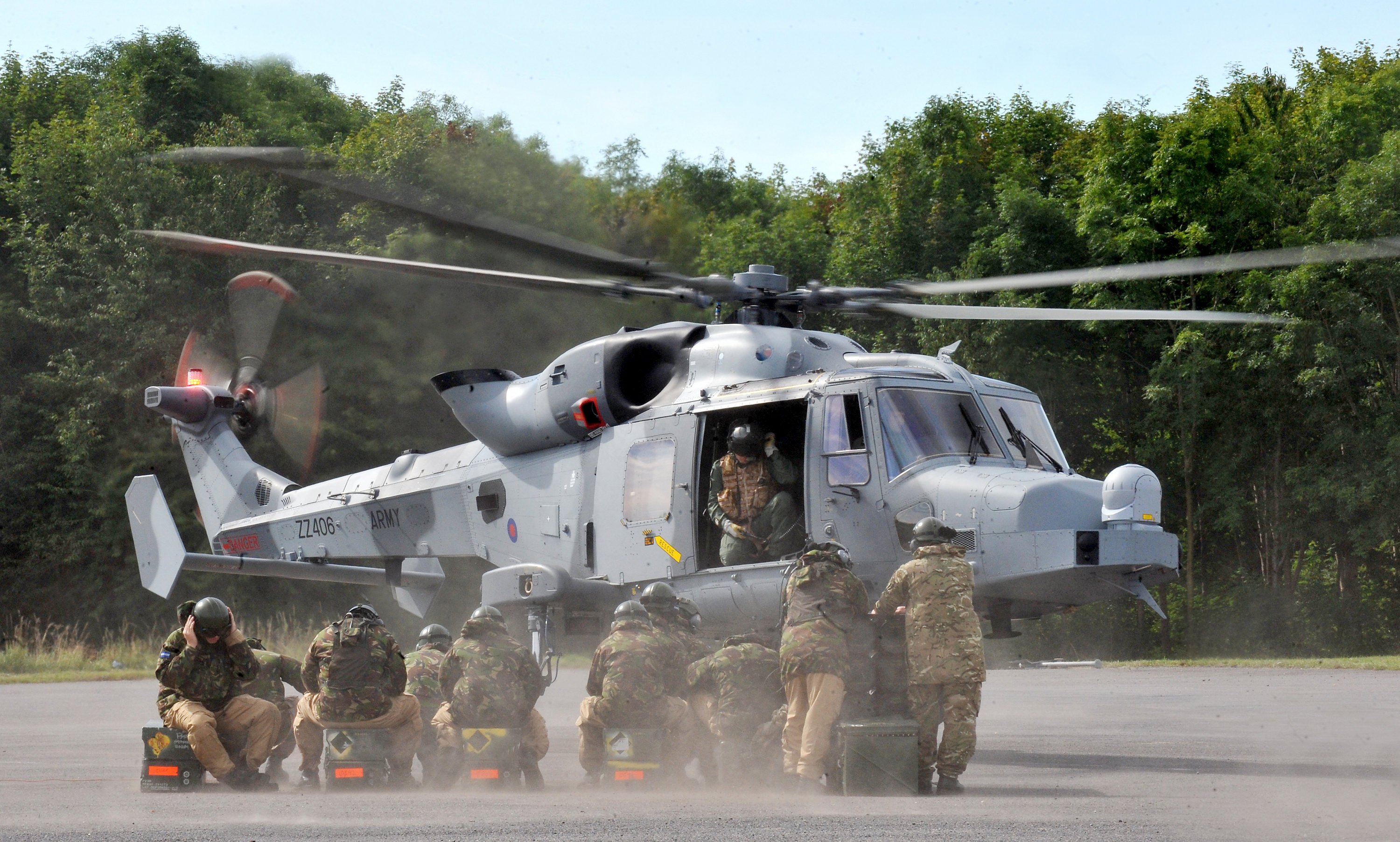
Premier entrainement d'une équipe de l' Army Reserve avec un Wildcat en 2012.

### Dimensions et masse
- Diamètre du rotor = 12,80 m
- Longueur = 15,24 m
- Hauteur = 3,73 m[2]
- Masse maximale = 6 050 kg

### Armement
- Canon de tir frontal
- Mitrailleuse
- Roquettes et missiles air-sol (Future Anti-Surface Guided Weapon (Light) et Future Anti-Surface Guided Weapon (Heavy)[4])
- Torpilles et grenades anti-sous-marines[5]

## Utilisateurs

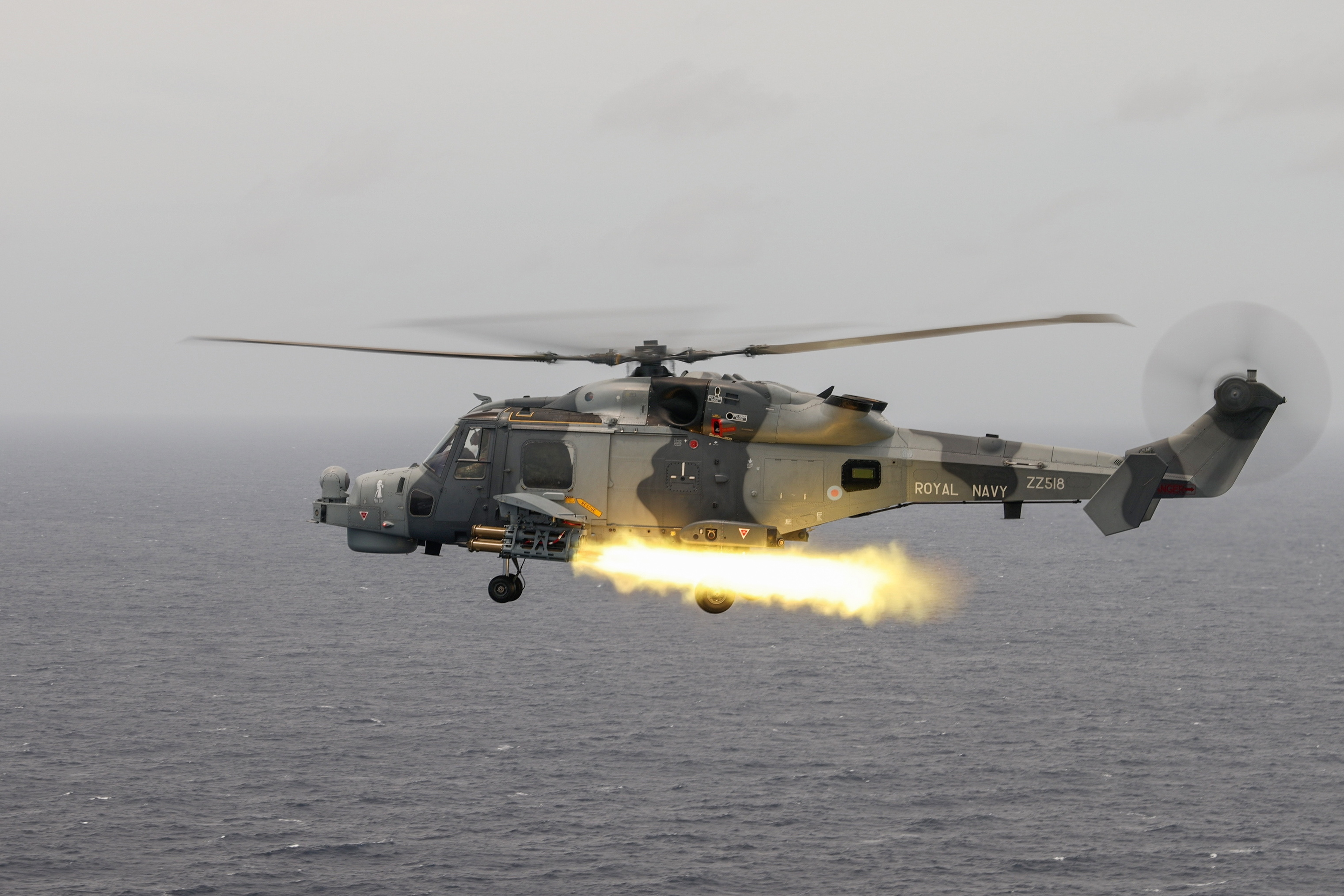
Premier tir opérationnel d'un missile Martlet par un Wildcat du 815 Naval Air Squadron le 16 octobre 2021.

- Royaume-Uni : 62 exemplaires commandés avec un début de livraison en 2015[6]
  - Army Air Corps : 34
  - Fleet Air Arm : 28, dernier livré le 27 octobre 2016[7]
    - 815 Naval Air Squadron
    - 825 Naval Air Squadron

- Corée du Sud : 
  - Marine de la République de Corée : Commande de 8 exemplaires livrables en 2015-2016[8]

- Philippines : 
  - Marine philippine : Commande de 2 exemplaires en mars 2016[9], livrés en mai 2019[10].

- Algérie :
  - Marine algérienne : 6 exemplaires[11]

### Aéronefs comparables
- Lynx
- Sikorsky SH-60 Seahawk
- Bell 412
- UH-1Y Venom
- Eurocopter Panther
- Kaman SH-2 Seasprite
- NHIndustries NH90